# کیوک مارتین
کیوک مارتین (انگلیسی: Quique Martín؛ زادهٔ ۲۹ دسامبر ۱۹۷۲) بازیکن فوتبال اهل اسپانیا است.
از باشگاه‌هایی که در آن بازی کرده‌است می‌توان به باشگاه فوتبال اسپانیول، باشگاه فوتبال بارسلونا بی، باشگاه فوتبال ویارئال، و باشگاه فوتبال بارسلونا اشاره کرد.
وی همچنین در تیم ملی فوتبال زیر ۱۸ سال اسپانیا بازی کرده‌است.